# Deč
Ne doit pas être confondu avec DEC.
Deč (en serbe cyrillique : Деч) est une localité de Serbie située dans la province autonome de Voïvodine. Elle fait partie de la municipalité de Pećinci dans le district de Syrmie (Srem). Au recensement de 2011, elle comptait 1 499 habitants.
Deč est officiellement classé parmi les villages de Serbie. 

## Démographie

### Évolution historique de la population
| 1948  | 1953  | 1961  | 1971  | 1981  | 1991  | 2002  | 2011  |
| ----- | ----- | ----- | ----- | ----- | ----- | ----- | ----- |
| 1 396 | 1 333 | 1 362 | 1 215 | 1 227 | 1 346 | 1 590 | 1 499 |

|  |

## Tourisme
L'église de Deč, dédiée à la Sainte Ascension, remonte à la première moitié du XIXe siècle et a été construite sur des plans de l'architecte Mojsije Janković ; l'iconostase a été sculptée par Georgije Dević en 1839 et peinte par Konstantin Pantelić  en 1848. Endommagé, l'édifice a été restauré en 1928.